# Nitrosaminy

Strukturní vzorec nitrosaminové skupiny

Nitrosaminy jsou organické sloučeniny s obecným vzorcem RR'N–N=O, kde R a R' bývají obvykle alkylové skupiny. Obsahují nitrososkupinu navázanou na deprotonovaný amin. Většinou jsou karcinogenní.

## Chemické vlastnosti

Metabolická aktivace nitrosaminu NDMA, způsobující přeměnu na alkylační činidlo

Rozvoj chemie nitrosaminů souvisí s výzkumem jejich přípravy, struktury a reakcí. Připravují se reakcí kyseliny dusité se sekundárními aminy:
HONO + R2NH → R2N-NO + H2O
Kyselina dusitá se získává protonací dusitanů.
C2N2O jádro dusitanů je rovinné, což bylo potvrzeno pomocí rentgenové krystalografie. Délka vazby N-N je 132 pm a vazba N-O má délku 126 pm.
Nitrosaminy nejsou přímo karcinogenní. Alkylační činidla, která pozměňují DNA a způsobují tak mutace, z nich vznikají až metabolickou aktivací. Struktura příslušného alkylačního činidla závisí na konkrétním nitrosaminu, ale předpokládá se, že pokaždé jde o alkyldiazoniové sloučeniny.

## Inhibice
Tvorba nitrosaminů může být inhibována kyselinou askorbovou. Nitrosaminy vznikající v žaludku z dusitanů pocházejících z potravinářských konzervantů jsou nejúčinněji inhibovány za nepřítomnosti tuků, při 10% obsahu tuků se však tvorba nitrosaminů výrazně zvyšuje.

## Příklady nitrosaminů
| Substance name                                 | Registrační číslo CAS | Ostatní názvy | Chemický vzorec | Vzhled                               | Kategorie karcinogenity |
| ---------------------------------------------- | --------------------- | --- | --------------- | ------------------------------------ | ----------------------- |
| N-nitrosonornikotin                            | 16543-55-8            | NNN | C9H11N3O        | Světle žlutá kapalina                |                         |
| 4-(methylnitrosamino)-1-(3-pyridyl)-butan-1-on | 64091-91-4            | NNK, 4′-(nitrosomethylamino)-1-(3-pyridyl)-butan-1-on                                                                             | C10H15N3O2      | Světle žlutá olejovitá kapalina      |                         |
| N-nitrosodimethylamin                          | 62-75-9               | Dimethylnitrosamin, N,N-dimethylnitrosamin, NDMA, DMN                                                                             | C2H6N2O         | Žlutá kapalina                       | EPA-B2; IARC-2A         |
| N-nitrosodiethylamin                           | 55-18-5               | Diethylnitrosamid, diethylnitrosamin, N,N-diethylnitrosamin, N-ethyl-N-nitrosoethanamin, diethylnitrosamin, DANA, DENA, DEN, NDEA | C4H10N2O        | Žlutá kapalina                       | EPA-B2; IARC-2A         |
| 4-(Methylnitrosamino)-1-(3-pyridyl)-butan-1-ol | 76014-81-8            | NNAL |                 |                                      |                         |
| N-Nitrosoanabasin                              | 37620-20-5            | NAB | C10H13N3O       | Žlutá kapalina                       | IARC-3                  |
| N-Nitrosoanatabin                              | 71267-22-6            | NAT | C10H11N3O       | Žlutá až oranžová olejovitá kapalina | IARC-3                  |